# Heteracris cyanescens
Heteracris cyanescens är en insektsart som först beskrevs av Boris Petrovich Uvarov 1939.  Heteracris cyanescens ingår i släktet Heteracris och familjen gräshoppor. Inga underarter finns listade i Catalogue of Life.